# Šijanec
Šijanec falu Horvátországban, Varasd megyében. Közigazgatásilag  Zamlacsszentvidhez tartozik.

## Fekvése
Varasdtól 7 km-re délnyugatra, községközpontjától Vidovectől északra a 35-ös főút mellett a Drávamenti-síkságon fekszik.

## Története
A falunak 1857-ben 134, 1910-ben 224 lakosa volt. A falu 1920-ig Varasd vármegye Varasdi járásához tartozott, majd a Szerb-Horvát Királyság része lett.  2001-ben a falunak 57 háza és 222 lakosa volt.

## Nevezetességei
A falu bejáratánál áll a "Vidoveci Szabadság Anyja" ("Vidovečka mati slobode") szobra Izidor Popijač - Žiga szobrászművész alkotása. A szobrot a második világháború utáni kommunista megtorlások itteni áldozatainak és a horvát honvédő háború hőseinek emlékére állították 1998-ban.

## Külső hivatkozások
- Vidovec község hivatalos oldala
- A vidoveci plébánia honlapja